# Elysia Rotaru
Crystal Elysia Lorraine Rotaru es una actriz canadiense nacida el 9 de noviembre de 1984 en Vancouver, Columbia Británica. Es conocida por interpretar a Taiana Venediktov en Arrow.

## Biografía
Rotaru nació en Vancouver, hija de padres inmigrantes rumanos, por lo que habla con fluidez inglés y rumano.
Desde pequeña tomó clases de danza y estuvo involucrada en obras de teatro escolares así como recitales de piano. Se matriculó en la Universidad Simon Fraser para la carrera de Psicología pero a mitad del programa cambió a Teatro, obteniendo la licenciatura en Bellas Artes con especialidad en Teatro.
Obtuvo un doctorado en Medicina china tradicional.

### Carrera
Rotaru debutó en 2008 como estrella invitada en un episodio de la serie de USA Network Psych, a esto le siguieron participaciones en series de televisión tales como Eureka de SyFy y Smallville y Supernatural de The CW.
En 2010, Rotaru obtiene un papel recurrente en Hellcats, donde interpretó a Betsy. Así mismo, participó en la película Diary of a Wimpy Kid 2: Rodrick Rules donde dio vida a Ingrid.
Otros créditos de Rotaru incluyen las series de televisión Sanctuary, Fringe, Mr. Young y Rush, así mismo participó en los cortometrajes Turducken, Deadweight y Crooked. También ha participado en películas como Stan Helsing, Finding Mrs. Claus y GirlHouse.
Rotaru también protagoniza el cortometraje Earthlickers, estrenado en el Whistler Film Festival en diciembre de 2014, así como The Wall, cortometraje estrenado en el Atlanta Horror Film Festival en 2015 y en el que también funge como productora.
En 2015 aparece como estrella invitada en Motive, serie de televisión transmitida por la CTV y en iZombie de la cadena The CW, dando vida a Tess y presta su voz para el personaje de Sabine Wren en Lego Star Wars: Droid Tales de Disney XD.
El 10 de agosto de 2015, se dio a conocer que Rotaru fue elegida para interpretar a Taiana Venediktov, interés amoroso de Oliver Queen (Stephen Amell) durante las secuencias de flashback en la serie de televisión de The CW Arrow.

## Filmografía
| Cine       | Cine                                  | Cine                    | Cine                     |
| Año        | Película                              | Rol                     | Notas                    |
| ---------- | ------------------------------------- | ----------------------- | ------------------------ |
| 2008       | Turducken                             | Chica sexy              | Voz, cortometraje        |
| 2009       | Deadweight                            | Kim                     | Cortometraje             |
| 2009       | Stan Helsing                          | Chica sexy #1           |                          |
| 2010       | Crooked                               | Pamela                  | Cortometraje             |
| 2011       | Diary of a Wimpy Kid 2: Rodrick Rules | Ingrid                  |                          |
| 2013       | Amp                                   | Zoey                    | Cortometraje             |
| 2014       | Earthlickers                          | Diosa O                 | Cortometraje             |
| 2014       | GirlHouse                             | Heather                 |                          |
| 2015       | The Wall                              | Brittany                | Cortometraje, productora |
| 2015       | Run                                   | Sophie                  | Cortometraje             |
| 2015       | Broken Masters                        | Lara Croft              | Cortometraje             |
| 2016       | Residue                               | Monica                  | Posproducción            |
| Televisión |                                       |                         |                          |
| Año        | Título                                | Rol                     | Notas                    |
| 2008       | Psych                                 | Chica de la linterna    | 1 episodio               |
| 2008       | Eureka                                | Teri Wallace            | 1 episodio               |
| 2008       | Smallville                            | Elizabeth Bishop        | Episodio: «Presa»        |
| 2010       | Smallville                            | Bridget Black           | Episodio: «Escapar»      |
| 2010-2011  | Hellcats                              | Betsy                   | 3 episodios              |
| 2010       | Smallville                            | Huésped                 | 1 episodio               |
| 2011       | Mortal Kombat                         | Asistente de producción | 1 episodio               |
| 2011       | Sanctuary                             | Francesa                | 1 episodio               |
| 2012       | Fringe                                | Paige Randall           | 1 episodio               |
| 2012       | Choose Your Victim                    | Harper Hill             | Miniserie                |
| 2012       | Finding Mrs. Claus                    | Emily                   | Película para televisión |
| 2012       | Supernatural                          | Victoria Dodd           | 1 episodio               |
| 2013       | Mr. Young                             | Reportera               | 1 episodio               |
| 2013       | King & Maxwell                        | Kelly                   | 1 episodio               |
| 2014       | Rush                                  | Tina                    | 1 episodio               |
| 2014       | Supernatural                          | Shaylene Johnson        | 1 episodio               |
| 2015       | Backstrom                             | Melinda Norburg         | 1 episodio               |
| 2015       | iZombie                               | Tess                    | 1 episodio               |
| 2015       | Motive                                | Pam Hexton              | 1 episodio               |
| 2015       | Lego Star Wars: Droid Tales           | Sabine Wren             | 1 episodio, voz          |
| 2015-2016  | Arrow                                 | Taiana Venediktov       | Elenco recurrente        |